# Бредлі Купер
Бредлі Чарльз Купер (англ. Bradley Charles Cooper; нар. 5 січня 1975) — американський актор і продюсер. Протягом трьох років кар'єри був одним із найбільш високооплачуваних акторів США. Був номінований на одержання різноманітних нагород, як-от дванадцяти кінопремій «Оскар», одинадцяти премій БАФТА та дев'яти «Золотих глобусів». Купер двічі з'являвся у списку 100 знаменитостей Forbes та 2015 року входив до списку 100 найвпливовіших людей у світі за версією журналу «Тайм».
Купер 2000 року вступив до магістратури образотворчого мистецтва при Акторській студії в Нью-Йорку. Свою кар'єру розпочав як гість телесеріалу «Секс і місто» 1999 року, а двома роками пізніше дебютував у кінофільмі «Спекотне американське літо». Перше визнання здобув за роль Вілла Тіппіна в шпигунському телешоу «Шпигунка» (2001—2006) і, меншою мірою, за другорядну роль у комедійному фільмі «Непрохані гості» (2005). Славу Бредлі Куперу принесла роль у фільмі «Похмілля у Вегасі» (2009), який отримав два продовження — у 2011 та 2013 роках.
Куперові зображення письменника з творчою кризою в трилері «Області темряви» та полісмена-початківця в кримінальній драмі «Місце під соснами» були добре сприйняті кінокритиками. Ще більший успіх спіткав актора разом із виходом романтичної драми-комедії «Збірка промінців надії» (2012), чорногуморної кримінальної драми «Американська афера» (2013) та біографічної стрічки «Американський снайпер» (2014). За гру в цих фільмах Купер був двічі номінований на премію «Оскар» за найкращу чоловічу роль та на премію «Оскар» за найкращу чоловічу роль другого плану. Він також ділив номінацію «Американського снайпера» в премії «Оскар» за найкращий фільм. Купер став десятим актором, номінованим на премію «Оскар» протягом трьох років поспіль. 2014 року він зіграв Джозефа Мерріка в Бродвейському відродженні «Людини-слона», за що був номінований на Премію «Тоні» за найкращу чоловічу роль у п'єсі.

## Ранні роки
Бредлі Купер народився 5 січня 1975 року в Філадельфії, а виріс у сусідніх Дженкінтауні та Ридалі. Його матір, Ґлорія (народжена Кампано), працювала на місцеву філію NBC. Батько, Чарльз Купер, який помер у січні 2011 року, працював біржовим брокером у Меррілл Лінч. Чарльз Купер був ірландського походження, в той час як Ґлорія Купер мала італійське коріння (з Абруццо та Наплеса). Має старшу сестру Голлі. Бредлі виховували як римо-католика. Невдовзі після народження мав холестеатому вуха, а коли в ранньому віці захопився пірнанням, то пробив собі барабанну перетинку, після чого переніс декілька операцій.

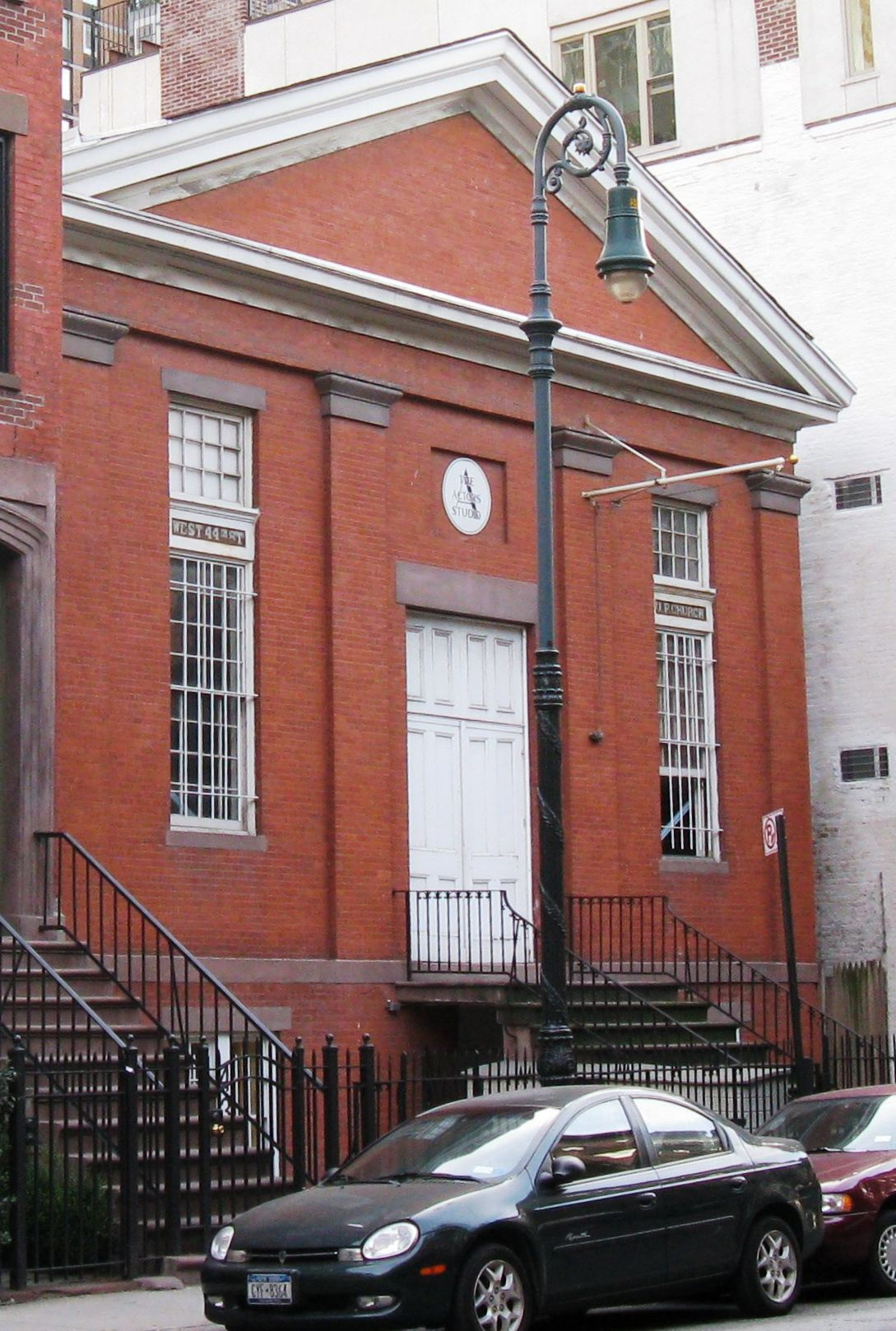
Акторська студія, де Бредлі Купер вчився на актора

Описуючи себе в дитинстві, Купер казав: «Я ніколи не жив життям „Ой, ти так гарно виглядаєш“. Коли я був малим, люди вважали мене за дівчинку, позаяк я виглядав, як дівчинка — мабуть, через те, що моя мати тримала моє волосся дійсно довгим». Він добре грав у кошиківку та полюбляв куховарити: «Після дитячого садку до мене любили заходити друзі, а я готував для них їжу. Я дозволяв собі брати що б то не було з холодильника та перетворювати це в лазанью». На початках він мав намір вступити до військової академії та переїхати до Японії та стати ніндзя. У ранньому віці батько показав йому фільми, серед яких був «Людина-слон», який надихнув у ньому бажання стати актором. Купер стверджує, що спочатку його батьки побоювались щодо вибраного ним фаху, але змінили свої погляди, коли побачили сина в ролі Джозефа Мерріка в уривку п'єси «Людина-слон».
Водночас із навчанням у Джермантаунській академії він працював у «Щоденних новинах Філадельфії». За його словами, в школі він не був ані «найрозумнішим учнем», ані «найкрутішим дитям» і «дійсно нічого цікавого не траплялось!» Після випуску з академії 1993 року Купер рік навчався у Віллановському університеті, а відтак перевівся до Джорджтаунського університету. 1997 року Купер закінчив останнього із відзнакою та здобув ступінь бакалавра мистецтв з англійської мови. Входив до веслувальної команди Джорджтаунських Hoyas та грав у Кочовому театрі. В університеті Купер осягнув французьку мову та провів шість місяців в Екс-ан-Прованс, що у Франції, за програмою з обміну студентами. У своєму телевізійному дебюті «Секс і місто» 1999 року він зіграв епізодичну роль у сцені із Сарою Джесікою Паркер. Пізніше працював ведучим мандрівно-пригодницької телепередачі «Globe Trekker» (2000), завдяки яким побував у Перу та Хорватії.
Купер мав намір побудувати кар'єру дипломата, коли проходив прослуховування щодо вступу до Акторської студії, на якому його прийняв Джеймс Ліптон. 2000 року він здобув ступінь магістра витончених мистецтв з акторського мистецтва в Театральній школі Акторської студії. Там він навчався під керівництвом Елізабет Кемп, про яку він казав так: «Я ніколи в житті не відпочивав до зустрічі з нею». З того часу вона допомагала йому з багатьма його фільмами. Водночас із навчанням у Нью-Йорку Купер працював швейцаром у готелі Морґанс, а на одному з майстер-класів короткий час спілкувався з Робертом де Ніро, запис чого пізніше з'явився в одному з епізодів «За дверима Акторської студії».

## Особисте життя
У 2006—2007 роках Бредлі Купер був одружений із моделлю й актрисою італійського походження Дженніфер Еспозіто (англ. Jennifer Esposito; нар. 11 квітня 1973).
Від 2015 року почав зустрічатися з російською моделлю Іриною Шейк, яка тоді ж розлучилася з футболістом Кріштіану Роналду. 21 березня 2017 року в пари народилася дочка, яку назвали Леа де Сен Шейк Купер (англ. Lea de Seine).
У жовтні 2018 року ЗМІ повідомили про різке погіршення стосунків у пари, а в грудні джерела із оточення знаменитостей розказали, що Купер і Шейк кілька місяців не живуть разом, хоча й підтримують (неромантичні) стосунки. На початку червня 2019 року пара остаточно розірвала чотирирічні стосунки, розлучення завершилося на початку липня. За інформацією британського таблоїда «Сан», розлучення сталося через складну вдачу матері Купера, Глорії Кампано, яка жила разом із парою в їхньому особняку в Лос-Анджелесі та була постійно незадоволена Іриною Шейк.

## Фільмографія

### Фільми
| Рік  |    | Українська назва                    | Оригінальна назва                       | Роль                             |
| ---- | -- | ----------------------------------- | --------------------------------------- | -------------------------------- |
| 2001 | ф  | Спекотне американське літо          | Wet Hot American Summer                 | Бен                              |
| 2002 | ф  | Моє маленьке око                    | My Little Eye                           | Тревіс Петтерсон                 |
| 2002 | ф  | Карнавал знайомств                  | Bending All the Rules                   | Джефф                            |
| 2005 | ф  | Непрохані гості                     | Wedding Crashers                        | Закарі «Сак» Лодж                |
| 2007 | ф  | Месники                             | The Comebacks                           | Ковбой                           |
| 2008 | ф  | Опівнічний експрес                  | The Midnight Meat Train                 | Леон                             |
| 2008 | ф  | Голий барабанщик                    | The Rocker                              | Треш Гріс                        |
| 2008 | ф  | Завжди кажи «Так»                   | Yes Man                                 | Пітер                            |
| 2008 | ф  | Старіший за Америку                 | Older than America                      | Люк                              |
| 2009 | ф  | Обіцяти — ще не одружитись          | He's Just Not That Into You             | Бен Гандерс                      |
| 2009 | ф  | Похмілля у Вегасі                   | The Hangover                            | Філл Веннек                      |
| 2009 | ф  | Все про Стіва                       | All About Steve                         | Стів Мюллер                      |
| 2009 | ф  | Нью-Йорку, я люблю тебе             | New York, I Love You                    | Гас Купер                        |
| 2009 | ф  | Справа № 39                         | Case 39                                 | Дуглас Еймс                      |
| 2010 | ф  | День Святого Валентина              | Valentine's Day                         | Голден Брістоу                   |
| 2010 | ф  | Команда А                           | The A-Team                              | лейтенант Темплтон «Фейсмен» Пек |
| 2010 | ф  | Справедливість брата                | Brother's Justice                       | Двайт Сейдж                      |
| 2011 | ф  | Області темряви                     | Limitless                               | Едвард «Едді» Морра              |
| 2011 | ф  | Похмілля-2: з Вегаса до Бангкока    | The Hangover Part II                    | Філл Веннек                      |
| 2011 | кф |                                     | Kaylien                                 | батько                           |
| 2012 | ф  | Хапай та тікай                      | Hit and Run                             | Алекс Дімітрі                    |
| 2012 | ф  | Слова                               | The Words                               | Рорі Дженсен                     |
| 2012 | ф  | Місце під соснами                   | The Place Beyond the Pines              | Ейвері Кросс                     |
| 2012 | ф  | Похмілля: Частина III               | The Hangover Part III                   | Філл Веннек                      |
| 2012 | ф  | Збірка промінців надії              | Silver Linings Playbook                 | Патріціо «Пат. Мол.» Солатано    |
| 2013 | ф  | Американська афера                  | American Hustle                         | Річард «Річі» ДіМасо             |
| 2014 | ф  | Вартові галактики                   | Guardians of the Galaxy                 | Єнот Ракета (голос)              |
| 2014 | ф  | Серена                              | Serena                                  | Джордж Пембертон                 |
| 2014 | ф  | Американський снайпер               | American Sniper                         | Кріс Кайл                        |
| 2015 | ф  | Алоха                               | Aloha                                   | Браян Гілкрест                   |
| 2015 | ф  | Шеф Адам Джонс                      | Burnt                                   | Шеф Адам Джонс                   |
| 2015 | ф  | Джой                                | Joy                                     | Ніл                              |
| 2016 | ф  | Хлопці зі стволами                  | War Dogs                                | Генрі Жерард                     |
| 2016 | ф  | Вулиця Монстро, 10                  | 10 Cloverfield Lane                     | Бен                              |
| 2017 | ф  | Вартові галактики 2                 | Guardians of the Galaxy Vol. 2          | Єнот Ракета (голос)              |
| 2018 | ф  | Месники: Війна нескінченності       | Avengers: Infinity War                  | Єнот Ракета (голос)              |
| 2018 | ф  | Народження зірки                    | A Star Is Born                          | Джексон Майн                     |
| 2018 | ф  | Наркокур'єр                         | The Mule                                | Колін Бейтс                      |
| 2019 | ф  | Месники: Завершення                 | Avengers: Endgame                       | Єнот Ракета (голос)              |
| 2021 | ф  | Лакрична піца                       | Licorice Pizza                          | Джон Петерс                      |
| 2021 | ф  | Алея жаху                           | Nightmare Alley                         | Стентон «Стен» Карлайл           |
| 2022 | ф  | Тор: Любов і грім                   | Thor: Love and Thunder                  | Єнот Ракета (голос)              |
| 2023 | ф  | Підземелля і дракони: Честь злодіїв | Dungeons & Dragons: Honor Among Thieves | Марламін                         |
| 2023 | ф  | Вартові галактики 3                 | Guardians of the Galaxy Vol. 3          | Єнот Ракета (голос)              |
| 2023 | ф  | Маестро                             | Maestro                                 | Леонард Бернстайн                |
| 2024 | ф  | Уявні друзі                         | IF                                      | склянка води (голос)             |
| 2025 | ф  | Супермен                            | Superman                                | Джор-Ел                          |
|      | ф  | Булліт                              | Bullitt                                 | Френк Булліт                     |

### Телебачення
| Рік       |    | Українська назва                        | Оригінальна назва                           | Роль                                |
| --------- | -- | --------------------------------------- | ------------------------------------------- | ----------------------------------- |
| 1999      | с  | Секс і місто                            | Sex and the City                            | Джейк (S2-E4)                       |
| 2001—2006 | с  | Шпигунка                                | Alias                                       | Вілл Тіппін (46 епізодів)           |
| 2003      | тф | Останній ковбой                         | The Last Cowboy                             | Морган Мерфі                        |
| 2004      | тф | Я хочу одружитися з Райаном Бенксом     | I Want to Marry Ryan Banks                  | Тодд Доерті                         |
| 2004—2005 | с  | Джек і Боббі                            | Jack & Bobby                                | Том Векслер Грем (14 епізодів)      |
| 2005      | с  | Закон і порядок: Спеціальний корпус     | Law & Order: Special Victims Unit           | Джейсон Вітакер (Епізод: "Night")   |
| 2005      | с  | Закон і порядок: Суд присяжних          | Law & Order: Trial by Jury                  | Джейсон Вітакер (Епізод: «Day»)     |
| 2005—2006 | с  | Секрети кухні                           | Kitchen Confidential                        | Джек Бурден (13 епізодів)           |
| 2007—2009 | с  | Частини тіла                            | Nip/Tuck                                    | Ейдан Стоун (6 епізодів)            |
| 2015—2016 | с  | Області темряви                         | Limitless                                   | Морра (4 епізоди)                   |
| 2022      | мс | Я є Ґрут                                | I Am Groot                                  | Єнот Ракета (голос)                 |
| 2022      | тф | Вартові галактики: Святковий спецвипуск | The Guardians of the Galaxy Holiday Special | Єнот Ракета (голос)                 |
| 2024      | с  | Початкова школа Ебботт                  | Abbott Elementary                           | камео (Епізод: "Willard R. Abbott") |

### Режисер, сценарист, продюсер
| Рік       |   | Українська назва          | Оригінальна назва       | Роль                              |
| --------- | - | ------------------------- | ----------------------- | --------------------------------- |
| 2011      | ф | Області темряви           | Limitless               | виконавчий продюсер               |
| 2012      | ф | Слова                     | The Words               | виконавчий продюсер               |
| 2012      | ф | Збірка промінців надії    | Silver Linings Playbook | виконавчий продюсер               |
| 2013      | ф | Американська афера        | American Hustle         | виконавчий продюсер               |
| 2014      | ф | Американський снайпер     | American Sniper         | продюсер                          |
| 2015—2016 | с | Області темряви           | Limitless               | виконавчий продюсер (19 епізодів) |
| 2016      | ф | Хлопці зі стволами        | War Dogs                | продюсер                          |
| 2018      | ф | Народження зірки          | A Star Is Born          | режисер, сценарист, продюсер      |
| 2019      | ф | Джокер                    | Joker                   | продюсер                          |
| 2021      | ф | Алея жаху                 | Nightmare Alley         | продюсер                          |
| 2023      | ф |                           | Weathering              | продюсер                          |
| 2023      | ф | Маестро                   | Maestro                 | режисер, сценарист, продюсер      |
| 2024      | ф | Джокер: Божевілля на двох | Joker: Folie à Deux     | продюсер                          |

## Нагороди і номінації
- Найкращий режисер 2018 року (Національна рада кінокритиків США) — фільм «Народження зірки»[7]

У 2009—2019 роках (станом на лютий 2019 року) Бредлі Купер 204 рази номінований на різні кінематографічні, телевізійні, музикальні та інші премії шоу-бізнесу та індустрії розваг; він переміг у 46 номінаціях. Серед номінацій є найпрестижніші — сім номінацій на «Оскар» та три номінації на «Золотий глобус» тощо, а також «Золота малина», Премія асоціації критиків-геїв та лесбійок, Російська національна кінопремія та інші.

### Деякі номінації та премії
| Рік  | Премія                                                                 | Категорія                                            | Фільм                                                                                      | Оцінка                               |
| ---- | ---------------------------------------------------------------------- | ---------------------------------------------------- | ------------------------------------------------------------------------------------------ | ------------------------------------ |
| 2019 | «Греммі» / Національна академія мистецтва і науки звукозапису          | Найкращий поп-дует / колектив                        | «Народження зірки» (2018) — пісня «Shallow» (разом із Леді Ґаґа)                           | Перемога                             |
| 2019 | «Оскар» / Американська Академія кінематографічних мистецтв і наук      | Найкращий фільм року                                 | «Народження зірки» (2018)                                                                  | Номінація                            |
| 2019 | «Оскар» / Американська Академія кінематографічних мистецтв і наук      | Найкращий актор                                      | «Народження зірки» (2018)                                                                  | Номінація                            |
| 2019 | «Оскар» / Американська Академія кінематографічних мистецтв і наук      | Найкращий адаптований сценарій                       | «Народження зірки» (2018, разом із Еріком Ротом та Віллом Феттерсом)                       | Номінація                            |
| 2019 | «Золотий глобус» / Голлівудська асоціація іноземної преси              | Найкращий режисер                                    | «Народження зірки» (2018)                                                                  | Номінація                            |
| 2019 | «Золотий глобус» / Голлівудська асоціація іноземної преси              | Найкращий кіноактор: драма                           | «Народження зірки» (2018)                                                                  | Номінація                            |
| 2019 | Премія БАФТА у кіно / Британська академія телебачення та кіномистецтва | Найкраща оригінальна музика                          | «Народження зірки» (2018, разом із Леді Ґаґа та Лукасом Нельсоном)                         | Перемога                             |
| 2019 | Премія БАФТА у кіно / Британська академія телебачення та кіномистецтва | Найкращий фільм                                      | «Народження зірки» (2018)                                                                  | Номінація                            |
| 2019 | Премія БАФТА у кіно / Британська академія телебачення та кіномистецтва | Найкращий актор                                      | «Народження зірки» (2018)                                                                  | Номінація                            |
| 2019 | Премія БАФТА у кіно / Британська академія телебачення та кіномистецтва | Найкращий адаптований кіносценарій                   | «Народження зірки» (2018, разом із Еріком Ротом та Віллом Феттерсом)                       | Номінація                            |
| 2019 | Премія Девіда Ліна / Британська академія телебачення та кіномистецтва  | Найкраща режисерська робота                          | «Народження зірки» (2018)                                                                  | Номінація                            |
| 2019 | MTV Movie & TV Awards                                                  | Найкращий музикальний момент                         | «Народження зірки»                                                                         | Перемога (разом з Леді Гага)         |
| 2015 | «Оскар» / Американська Академія кінематографічних мистецтв і наук      | Найкращий фільм року                                 | «Американський снайпер» (2014)                                                             | Номінація                            |
| 2015 | «Оскар» / Американська Академія кінематографічних мистецтв і наук      | Найкращий актор                                      | «Американський снайпер» (2014)                                                             | Номінація                            |
| 2015 | MTV Movie & TV Awards                                                  | Найкраща чоловіча роль                               | «Американський снайпер»                                                                    | Перемога                             |
| 2015 | Вибір молоді / Teen Choice Awards                                      | Найкращий кіноактор: комедія                         | «Алоха» (2015)                                                                             | Номінація                            |
| 2014 | «Оскар» / Американська Академія кінематографічних мистецтв і наук      | Найкращий актор другого плану                        | «Американська афера» (2013)                                                                | Номінація                            |
| 2014 | «Золотий глобус» / Голлівудська асоціація іноземної преси              | Найкращий кіноактор другого плану                    | «Американська афера» (2013)                                                                | Номінація                            |
| 2014 | Премія БАФТА у кіно / Британська академія телебачення та кіномистецтва | Найкращий актор другого плану                        | «Американська афера» (2013)                                                                | Номінація                            |
| 2014 | MTV Movie & TV Awards                                                  | Найкраща чоловіча роль                               | «Американська афера»                                                                       | Номінація                            |
| 2014 | Вибір молоді / Teen Choice Awards                                      | Найкращий кіноактор: драма                           | «Американська афера» (2013)                                                                | Номінація                            |
| 2014 | Вибір народу / People's Choice Awards                                  | Найкращий актор комедійного фільму                   |                                                                                            | Номінація                            |
| 2013 | «Оскар» / Американська Академія кінематографічних мистецтв і наук      | Найкращий актор                                      | «Збірка промінців надії» (2012)                                                            | Номінація                            |
| 2013 | «Золотий глобус» / Голлівудська асоціація іноземної преси              | Найкращий кіноактор: комедія або мюзикл              | «Збірка промінців надії» (2012)                                                            | Номінація                            |
| 2013 | Премія БАФТА у кіно / Британська академія телебачення та кіномистецтва | Найкращий актор                                      | «Збірка промінців надії» (2012)                                                            | Номінація                            |
| 2013 | MTV Movie & TV Awards                                                  | Найкраща чоловіча роль                               | «Збірка промінців надії»                                                                   | Перемога                             |
| 2013 | MTV Movie & TV Awards                                                  | Найкращий поцілунок                                  | «Збірка промінців надії»                                                                   | Перемога (разом з Дженніфер Лоуренс) |
| 2013 | MTV Movie & TV Awards                                                  | Найкращий музикальний момент                         | «Збірка промінців надії»                                                                   | Перемога (разом з Дженніфер Лоуренс) |
| 2013 | «Незалежний дух» / Film Independent Spirit Awards                      | Найкраща чоловіча роль                               | «Збірка промінців надії» (2012)                                                            | Номінація                            |
| 2013 | Вибір молоді / Teen Choice Awards                                      | Найкращий кіноактор: драма                           | «Слова» (2012)                                                                             | Номінація                            |
| 2013 | Вибір народу / People's Choice Awards                                  | Найкращий актор драматичного фільму                  |                                                                                            | Номінація                            |
| 2012 | Вибір народу / People's Choice Awards                                  | Найкращий актор комедійного фільму                   |                                                                                            | Номінація                            |
| 2011 | Вибір молоді / Teen Choice Awards                                      | Найбільш гармонійні персонажі у фільмі               | «Похмілля-2: з Вегаса до Бангкока» (2011, разом із Едом Гелмсом та Заком Галіфіанакісом)   | Номінація                            |
| 2011 | Вибір молоді / Teen Choice Awards                                      | Найкращий кіноактор: драма                           | «Області темряви» (2011)                                                                   | Номінація                            |
| 2011 | Вибір народу / People's Choice Awards                                  | Найкращий актор бойовика                             |                                                                                            | Номінація                            |
| 2010 | MTV Movie & TV Awards                                                  | Найкраще комедійне виконання                         | «Похмілля у Вегасі»                                                                        | Номінація                            |
| 2010 | «Золота малина» / Razzie Award                                         | Найгірша пара на екрані                              | «Все про Стіва» (2009) — разом із Сандрою Буллок                                           | Перемога                             |
| 2009 | Вибір молоді / Teen Choice Awards                                      | Найкраще виконання пісні у фільмі в образі рок-зірки | «Похмілля у Вегасі» (2009, разом із Майком Тайсоном, Едом Гелмсом та Заком Галіфіанакісом) | Номінація                            |
| 2009 | Вибір молоді / Teen Choice Awards                                      | Найкраща кінозірка літа: актор                       | «Похмілля у Вегасі» (2009)                                                                 | Номінація                            |